# Berlini Filharmonikus Zenekar
Az 1882-ben alapított Berlini Filharmonikus Zenekar (Berliner Philharmoniker) talán a világ legjobb zenekaraként említhető. Olyan kimagasló művészek formálták arculatát mint Hermann Levi, a magyar származású Richter János, Felix von Weingartner, Johannes Brahms, Edvard Grieg, Gustav Mahler, Richard Strauss és Hans Pfitzner. A vezető karmesterek névsora nem kevésbé illusztris: Hans von Bülow (1887–1892), Nikisch Artúr (1895-1922), Wilhelm Furtwängler (megszakítással 1922-54), Leo Borchard, Sergiu Celibidache, Herbert von Karajan (1955-89), 1989-től Claudio Abbado, 2002-től pedig Sir Simon Rattle.
A zenekarnak pillanatnyilag két magyar tagja van, a hegedűs Almási Zoltán és Velenczei Tamás trombitás